# Diagnostic stratégique
Le diagnostic stratégique est une démarche à l'initiative d'une entreprise privée ou publique, visant à recenser toutes les ressources dont elle dispose (le plus souvent à moyen ou long terme). 
Le terme  « diagnostic » paraît excellent dans la mesure où il reflète la situation réelle d'une entreprise à un moment clé, au sein de son environnement, donc en prenant en considération tous les facteurs inhérents à son activité. 
Par ailleurs on parle de stratégie, en se référant à une entreprise dont l'attitude sera de nature offensive face à son environnement, c'est-à-dire qui aura pour vocation de répondre au mieux aux attentes des acteurs économiques, toujours en considération de la législation qui lui est relative.
De nos jours toute grande entreprise se doit d'établir un diagnostic stratégique, dès lors qu'elle acquiert un certain poids au sein du tissu concurrentiel de son domaine d'activité, sans quoi elle aura du mal à suivre les évolutions de l'environnement, ce qui s'accompagne le plus souvent d'une cession.